# Louis de Montolieu
Pour les articles homonymes, voir Montolieu.
Louis de Montolieu, marquis de Montolieu, né le 19 janvier 1648 à Marseille et mort dans cette même ville le 15 juillet 1713, est un officier de marine français. Chef d'escadre des galères et maréchal de camp, chevalier de Saint-Louis.

## Biographie

### Origines et famille
Louis de Montolieu descend de la famille de Montolieu, une ancienne maison noble originaire de Marseille et du bas-Languedoc dont l'origine est connue jusqu'au début du XIIIe siècle. Selon la tradition, saint Cyprien, évêque de Toulon au VIe siècle appartenait à cette famille. Giraud de Montolieu, qui vécut au début du XIIe siècle donnera son nom à un quartier de Marseille.
Louis de Montolieu est le fils de Jean-Baptiste de Montolieu (v. 1618-1667), capitaine de galère, et d'Elizabeth (ou Isabeau) de Valbelle-la-Tour (1619-après 1672). Ses parents se marient le 12 février 1640. Son père est tué le 19 mars 1667 d'un coup de mousquet, alors qu'il combattait un corsaire.

### Carrière dans la Marine royale
Il sert pendant la campagne menée au large de la Sicile en 1676 pendant la guerre de Hollande sous Duquesne et le duc de Vivonne. Il est présent lors des bombardements d'Alger en 1682 et de Tripoli en Afrique du nord, d'où les corsaires barbaresques attaquaient les vaisseaux de commerce européens. Il est promu chef d'escadre des galères lors de la promotion du 6 février 1688.
En 1700, il est fait chevalier de Saint-Louis « après trente quatre années de service ». En 1701, au début de la guerre de Succession d'Espagne, il commande une galère lors du combat donné près de Matagorda contre le duc d'Ormonde.
Lors du siège de Barcelone, il participe au blocus maritime imposé à la ville par la flotte française, alors que les armées du duc de Vendôme assiégeaient la ville par la terre. Il défend Cadix, assiégée par la mer par une flotte ennemie, et par terre par une armée de 15 000 hommes. En récompense, le Roi Louis XIV érige pour lui la terre de Montolieu en marquisat.
Louis de Montolieu meurt à Marseille le 15 juillet 1713, à l'âgé de soixante-six ans.

## Mariage et descendance
Il épouse, le 27 janvier 1672 à Marseille, Marie Dumas (1658-1705), fille Antoine Dumas, seigneur de Manse, premier chef d'escadre des galères, dont :
- Louis-Victor de Montolieu, 2e marquis de Montolieu, chevalier de Saint-Louis ;
- Nicolas, présenté dans l'ordre de Saint-Jean de Jérusalem en 1702[3] ;
- Jean-Augustin, présenté dans l'ordre de Saint-Jean de Jérusalem en 1701[3], capitaine des gardes wallones du Roi d'Espagne ;
- Michel, présenté dans l'ordre de Saint-Jean de Jérusalem en 1701[3], capitaine dans le Régiment de Mirebeau ;
- Cyprien-François, présenté dans l'ordre de Saint-Jean de Jérusalem en 1701[3], capitaine dans le Régiment Royal-Marine ;
- Gabrielle, Religieuse de la Visitation.

## Iconographie
- Son portrait par Michel Serre se trouve au Musée des Beaux-Arts de Marseille[4].

## Sources et bibliographie
- M. d'Aspect, Histoire de l'Ordre royal et militaire de Saint-Louis, vol. 3, Paris, chez la veuve Duchesne, 1780 (lire en ligne), p. 273
- Artefeuil et Louis Ventre, Histoire héroique et universelle de la noblesse de Provence, vol. 2, Avignon, la veuve Girard ; se vend chez F. Seguin, 1776 (lire en ligne)
- Louis de La Roque, Catalogue des Chevaliers de Malte appelés successivement Chevaliers de l'Ordre Militaire et Hospitalier de Saint-Jean de Jérusalem, de Rhode et de Malte 1099 — 1890, Paris, Alp. Desaide, 1891